# 車範根
車 範根（チャ・ボムグン、チャ・ブングン、차범근、1953年5月22日 - ）は、大韓民国・京畿道華城市出身の元サッカー選手。本貫は延安車氏。
1980年代を代表するストライカー。ドイツのブンデスリーガで通算98ゴールを記録し、UEFAカップ優勝2回、DFBポカール優勝の栄冠を手にした。

## 選手経歴
韓国のセミプロチームだったソウル信託銀行を経て、軍隊チームの韓国空軍FCで兵役を終えて1979-80シーズンにフランクフルトに入団。3節のシュトゥットガルト戦でブンデスリーガ初ゴールを決めると、同シーズン12ゴールを決める活躍を見せた。1980-81シーズンのDFBポカール決勝のカイザースラウテルン戦で1ゴールを決めて優勝に貢献。1987-88シーズン、UEFAカップ決勝のエスパニョール戦では延長、PK戦にもち込む同点のゴールを決め、優勝に貢献した。一時はブンデスリーガ最高年俸を記録した。ブンデスリーガでは308試合に出場し98ゴール、ポカールでは27試合13ゴール、UEFAカップでは31試合9ゴールを記録した。2020年6月に長谷部誠に抜かれるまで、ブンデスリーガにおけるアジア人最多試合出場記録を保持していた。
FIFAワールドカップには1986年メキシコ大会に出場した。この時、韓国代表から長く離れ海外で長くプレイする車を呼び寄せるのに対し、ひとかたならぬ外交的措置が必要であったという。

## 指導者経歴
現役引退後は指導者の道に進む。1997年からは韓国代表を率い、フランスワールドカップ本大会出場権を得るものの、代表チームが2連敗して1次リーグ敗退が決定した直後の大会期間中に解任された。その直後、月刊朝鮮でKリーグにはびこる八百長を暴露した ために、大韓サッカー協会から5年間の懲戒処分を受けて韓国国内に居場所がなくなり、中国リーグの深圳平安に監督として就任した。なお、この懲戒処分は2000年1月に解除されているが、結局国内リーグには当初の懲戒期間の5年間、雇われることはなかった。
2002 FIFAワールドカップ決勝トーナメント1回戦の対イタリア戦、韓国 MBCの解説者として自国内の試合中継に参加し、ゴールデンゴールで韓国が勝利した際には、放送中にもかかわらず号泣した。これを隣の放送ブースでみていたセルジオ越後は、「自国のサッカーに関わる者として、また（当日出場した車ドゥリの）父親として、嬉し泣きは当然のことです。」と擁護した。
深圳平安を1999年に辞したあとは、韓国でテレビのサッカー解説者として働いていたが2004年からはKリーグの水原三星ブルーウィングスの監督に就任し、初年度でクラブをリーグ優勝へ導く。2005年、済州島で開催されたA3チャンピオンズカップも制した。2008年には日韓オールスター戦のKオールスターを監督として率いてもいる。2010年にリーグ低迷の責任を取り、6月6日付で辞任することを発表した。
2010年6月14日、2010 FIFAワールドカップ1回戦の日本－カメルーン代表戦のSBS放送の解説委員を担当したが、車の解説は反日感情を含んでいたとされ、日本と韓国内のネチズンを中心に賛否両論の波紋を起こした。車は、試合後半でカメルーンがゴールのチャンスを逃すたびに「入れなきゃいけないのに」、「入れることができたゴールだった」など、露骨に残念そうな口調で解説しカメルーン寄りの発言を連発。韓国メディアも同問題に注目し、「カメルーンを韓国代表と錯覚したかのように、悔しさを隠さなかった」、「（偏った姿勢に）日本でも怒りの声が上がった」などと指摘した。車はネットユーザーの質問に対し「反日解説」との指摘を一蹴したが、「哨戒艦沈没事件」で緊張関係が続く北朝鮮の代表チームについて「北朝鮮の選手に愛情を感じる」と発言したため、韓国国内でさらに大きな波紋を巻き起こした。

## プレースタイル
抜群の身体能力と爆発的な加速でゴールを強襲するスタイルは、屈強な選手が揃った旧西ドイツ・ブンデスリーガでも異彩を放った。左右両足からの強烈なシュートと打点の高いヘディングで多くのゴールを奪った。

## 人物
息子の車ドゥリ（チャ・ドゥリ、차두리）もサッカー選手。

## 個人成績
| チーム           | シーズン | リーグ戦 | リーグ戦 | DFBポカール | DFBポカール | リーグ杯 | リーグ杯 | UEFA | UEFA | 期間通算 | 期間通算 |
| ---------------- | -------- | -------- | -------- | ----------- | ----------- | -------- | -------- | ---- | ---- | -------- | -------- |
| チーム           | シーズン | 出場     | 得点     | 出場        | 得点        | 出場     | 得点     | 出場 | 得点 | 出場     | 得点     |
| ダルムシュタット | 1978–79  | 1        | 0        | 0           | 0           | -        | -        | -    | -    | 1        | 0        |
| フランクフルト   | 1979–80  | 31       | 12       | 4           | 0           | -        | -        | 11   | 3    | 46       | 15       |
| フランクフルト   | 1980–81  | 27       | 8        | 6           | 6           | -        | -        | 5    | 2    | 38       | 16       |
| フランクフルト   | 1981–82  | 31       | 11       | 1           | 0           | -        | -        | 6    | 1    | 38       | 12       |
| フランクフルト   | 1982–83  | 33       | 15       | 1           | 0           | -        | -        | -    | -    | 34       | 15       |
| レバークーゼン   | 1983–84  | 34       | 12       |             |             | -        | -        | -    | -    |          |          |
| レバークーゼン   | 1984–85  | 29       | 10       |             |             | -        | -        | -    | -    |          |          |
| レバークーゼン   | 1985–86  | 34       | 17       |             |             | -        | -        | -    | -    |          |          |
| レバークーゼン   | 1986–87  | 33       | 6        |             |             | -        | -        | 3    | 2    |          |          |
| レバークーゼン   | 1987–88  | 25       | 4        |             |             | -        | -        | 10   | 2    |          |          |
| レバークーゼン   | 1988–89  | 30       | 3        |             |             | -        | -        | 2    | 0    |          |          |
| 総通算           | 総通算   | 308      | 98       | 12          | 6           | -        | -        | 37   | 10   | 372      | 121      |

## 代表歴

### 出場大会
- 韓国代表
  - 1986 FIFAワールドカップ

### 試合数
- 国際Aマッチ 136試合 58得点（1972年-1986年）[12][13]

| 韓国代表 | 国際Aマッチ | 国際Aマッチ |
| 年       | 出場        | 得点        |
| -------- | ----------- | ----------- |
| 1972     | 23          | 6           |
| 1973     | 17          | 8           |
| 1974     | 14          | 2           |
| 1975     | 17          | 9           |
| 1976     | 20          | 13          |
| 1977     | 26          | 15          |
| 1978     | 16          | 5           |
| 1979     | 0           | 0           |
| 1980     | 0           | 0           |
| 1981     | 0           | 0           |
| 1982     | 0           | 0           |
| 1983     | 0           | 0           |
| 1984     | 0           | 0           |
| 1985     | 0           | 0           |
| 1986     | 3           | 0           |
| 通算     | 136         | 58          |

## タイトル

### クラブ
フランクフルト
- UEFAカップ（1980）
- ドイツカップ（1981）

レバークーゼン
- UEFAカップ（1988）

### 代表
U-23韓国代表
- アジア競技大会（1978）

韓国代表
- ムルデカ大会：4回（1972, 1975, 1977, 1978）

### 個人
- ブンデスリーガ年間ベストイレブン（キッカー誌選）：2回（1979-80、1985-86）
- ブンデスリーガ年間ベストイレブン（ビルト紙選）：2回（1979-80、1985-86）
- 20世紀アジア最優秀選手 (IFFHS選)

### 監督
水原三星ブルーウィングス
- Kリーグ：2回（2004, 2008）
- 韓国FAカップ（2009）
- 韓国スーパーカップ（2005）
- ハウゼンカップ：2回（2005, 2008）
- A3チャンピオンズカップ（2005）
- パンパシフィック選手権（2009）